# Alpintechnika
Az alpintechnika kollektív munkavédelmi módszerekkel, eszközökkel (állványzat, kosaras személyemelő, függesztett munkaállvány stb.) megközelíthetetlen, elérhetetlen munkaterületeken végzett, szakmunkát elősegítő módszer.

## Fogalma
Ipari alpintechnikai tevékenység (alpintechnika): a munkafeladat elvégzésének érdekében, nem állandóan és megszakításokkal folytatott olyan munkavégzés, ahol a 2 méter szintkülönbséget meghaladó ideiglenes munkahely megközelítése, az ott-tartózkodás, a munkafeladat végrehajtása és a munkahely elhagyása egyéni védőeszközök és meghatározott felszerelések összehangolt és egyidejű igénybevételével (alpintechnikai módszerrel) történik.

## Vonatkozó jogszabályok
- 1993. évi XCIII. törvény - a munkavédelemről
- 11/2003. (IX.12.) FMM rendelet az ipari alpintechnikai tevékenység biztonsági szabályzata
- 45/2013. (X.14.) NGM rendelet az ipari alpintechnikai tevékenység biztonsági szabályzatáról szóló 11/2003. (IX.12.) FMM rendelet módosításáról